# Katie Douglas (aktorka)
Kathryn Emily Douglas (ur. 19 października 1998 w Burlington) – kanadyjska aktorka telewizyjna i filmowa. Zyskała rozpoznawalność dzięki rolom Abby Littman w serialu Netflixa Ginny&Georgia oraz jako Jackie Sullivan w serialu Duff i Wazowski.
Pierwszą główną rolę zagrała w serialu Horronin. Wcieliła się tam w postać Sally Wilcox. Od tego czasu zagrała inne główne role w filmach i serialach telewizyjnych, takich jak: Uwierzcie mi: Porwanie Lisy McVey, Dziewczyna, która uciekła: Historia Kary Robinson i Poziom 16.

## Życie i kariera
Katie Emily Douglas przyszła na świat 19 października 1998 roku w Burlington w Ontario w Kanadzie. Swoją przygodę z aktorstwem zaczęła w wieku sześciu lat w Great Big Theatre Company. Zagrała w wielu produkcjach, w tym w przedstawieniu bożonarodzeniowym z udziałem pingwinów. Wcieliła się również w rolę Dzwoneczka na letnim obozie Burlington Dance Academy. Douglas uczęszczała do Nelson High School w Burlington. Przez całą swoją wczesną karierę aktorską uzupełniała edukację pod okiem podróżującego nauczyciela.

## Filmografia

### Film
| Rok  | Tytuł        | Rola              | Uwagi                | Przypis |
| ---- | ------------ | ----------------- | -------------------- | ------- |
| 2013 | Compulsion   | młoda Saffron     |                      | [ 3 ]   |
| 2018 | Poziom 16    | Vivien            |                      |         |
| 2018 | Every Day    | Megan/A           |                      |         |
| 2020 | Double Edged | Evelyn i Samantha | film krótkometrażowy |         |
| 2022 | The Walk     | Kate Coughlin     |                      | [ 4 ]   |

### Telewizja
| Rok       | Tytuł                                             | Rola                         | Uwagi                         | Przypis |
| --------- | ------------------------------------------------- | ---------------------------- | ----------------------------- | ------- |
| 2007      | F2: Forensic Factor                               | Brenda                       | 1 odcinek                     |         |
| 2009      | Punkt krytyczny                                   | Jennifer Sabiston            | 1 odcinek                     |         |
| 2011      | Stay with Me                                      | Lucy                         | film telewizyjny              |         |
| 2012      | Less Than Kind                                    | Brenda                       | 3 odcinki                     |         |
| 2012      | Alphas                                            | nastoletnia Nina             | 1 odcinek                     |         |
| 2012      | Sunshine Sketches of a Little Town                | Rose Leacock                 | film telewizyjny              | [ 3 ]   |
| 2013      | Defiance: The Lost Ones                           | młoda Irisa                  | film telewizyjny              |         |
| 2013–2014 | Horronin                                          | Sally Wilcox                 | główna obsada; 22 odcinki     | [ 3 ]   |
| 2013–2015 | Defiance                                          | młoda Irisa/Irzu/Dziewczynka | rola powracająca; 10 odcinków |         |
| 2014      | Szpital nadziei                                   | Tatum                        | 1 odcinek                     |         |
| 2015–2016 | Max i Shred                                       | Melanie                      | 2 odcinki                     |         |
| 2016      | Świadek                                           | Bella Milonkovic             | 4 odcinki                     |         |
| 2017      | Raising Expectations                              | Connor Wayney                | główna obsada; 26 odcinków    |         |
| 2018      | Uwierzcie mi: Porwanie Lisy McVey                 | Lisa McVey                   | film telewizyjny              |         |
| 2018      | Historie z dreszczykiem                           | Indigo                       | 1 odcinek                     |         |
| 2018      | Burden of Truth                                   | Amanda Parson                | 2 odcinki                     |         |
| 2017–2019 | Mary Kills People                                 | Naomi Malik                  | główna obsada; 18 odcinków    |         |
| 2019      | Thicker Than Water                                | Addie Decker                 | film telewizyjny              |         |
| 2019      | Nurses                                            | Sasha                        | 1 odcinek                     |         |
| 2021–2022 | Duff i Wazowski                                   | Jackie Sullivan              | główna obsada; 15 odcinków    | [ 5 ]   |
| od 2021   | Ginny i Georgia                                   | Abby Littman                 | główna obsada; 20 odcinków    |         |
| 2023      | Dziewczyna, która uciekła: Historia Kary Robinson | Kara Robinson                | film telewizyjny              |         |

## Nagrody i nominacje
| Rok  | Nagroda                                   | Kategoria                                           | Nominowana praca                  | Wynik     | Przypis      |
| ---- | ----------------------------------------- | --------------------------------------------------- | --------------------------------- | --------- | ------------ |
| 2014 | 41st Daytime Creative Arts Emmy Awards    | Najlepszy występ w serialu dla dzieci               | Horronim                          | Nominacja | [ 6 ] [ 7 ]  |
| 2014 | 35th Young Artist Awards                  | Najlepszy występ – serial telewizyjny – główna rola | Horronim                          | Nominacja | [ 6 ] [ 8 ]  |
| 2018 | Blood in the Snow Awards                  | Najlepsza aktorka                                   | Poziom 16                         | Wygrana   | [ 6 ] [ 9 ]  |
| 2019 | 17th Annual ACTRA Awards w Toronto        | Najlepszy występ – rola kobieca                     | Uwierzcie mi: Porwanie Lisy McVey | Nominacja | [ 6 ] [ 10 ] |
| 2020 | Canadian Screen Awards w Toronto          | Najlepsza aktorka w filmie telewizyjnym             | Uwierzcie mi: Porwanie Lisy McVey | Nominacja | [ 6 ] [ 11 ] |
| 2021 | Hollywood Blood Horror Festival           | Najlepsza młoda aktorka                             | Double Edged                      | Wygrana   | [ 6 ]        |
| 2021 | Independent Horror Movie Awards           | Najlepsza aktorka                                   | Double Edged                      | Wygrana   | [ 6 ]        |
| 2022 | IndieFEST Film Awards                     | Nagroda humanitarna dla najlepszej aktorki          | The Walk                          | Wygrana   | [ 6 ] [ 12 ] |
| 2022 | Rome International Movie Awards           | Najlepsza młoda aktorka                             | The Walk                          | Wygrana   | [ 6 ]        |
| 2022 | Hollywood Reel Independent Film Festival  | Najlepsza aktorka drugoplanowa                      | The Walk                          | Wygrana   | [ 6 ]        |
| 2022 | Międzynarodowy Festiwal Filmowy w Moskwie | Najlepsza aktorka drugoplanowa                      | The Walk                          | Nominacja | [ 6 ]        |